# Ugyops osborni
Ugyops osborni är en insektsart som beskrevs av Metcalf 1943. Ugyops osborni ingår i släktet Ugyops och familjen sporrstritar. Inga underarter finns listade i Catalogue of Life.